# Azatrephes fuliginosa
Azatrephes fuliginosa är en fjärilsart som beskrevs av Rothschild 1910. Azatrephes fuliginosa ingår i släktet Azatrephes och familjen björnspinnare. Inga underarter finns listade i Catalogue of Life.